# Wilson Pickett
Wilson Pickett (Prattville, 18 marzo 1941 – Reston, 19 gennaio 2006) è stato un cantautore statunitense di R&B e musica soul.
È conosciuto per le sue interpretazioni potenti, grintose e cariche di pathos, che hanno fatto di lui uno dei principali esponenti della soul music.
Fu citato come esempio da imitare dal cantante italo-francese Nino Ferrer nel brano La pelle nera.
Pickett - che ha avuto anche una (peraltro breve) carriera italiana - partecipò per due volte al Festival di Sanremo: nel 1968 cantando Deborah in coppia con Fausto Leali, e l'anno successivo Un'avventura, con l'allora relativamente poco conosciuto Lucio Battisti.
Tra le sue interpretazioni di maggior successo si ricordano  In the Midnight Hour, Land of 1,000 Dances, Mustang Sally, Hey Joe e Funky Broadway.
La rivista Rolling Stone lo inserisce al sessantottesimo posto nella sua lista dei 100 migliori cantanti.

## Biografia

### Origini
Pickett nacque a Prattville, Alabama e crebbe cantando nel coro della Chiesa battista della sua città.

Era il più giovane di 11 figli; definì sua madre "la più cattiva donna nel mio libro", raccontando alla scrittrice Gerri Hirshey: 
 Pickett alla fine se ne andò a vivere con suo padre a Detroit nel 1955.

### Gli esordi
A Detroit formò un gruppo gospel chiamato The Violinaires, che fece da spalla a Sam Cooke, The Soul Stirrers, The Swan Silvertones, e The David Sisters nella tournée delle chiese che si svolse in tutti gli Stati Uniti.
Nel frattempo, la famiglia di Pickett si ingegnava per far quadrare i conti e quando Sam Cooke e Aretha Franklin iniziarono a suonare musica "profana" (che era allora come oggi una scelta più redditizia), Pickett si persuase a fare lo stesso.
La prima occasione importante che gli venne offerta fu l'invito ad unirsi, all'inizio del 1959, ai gruppo The Falcons, una delle prime formazioni a portare il gospel in contesti più da grande pubblico, aprendo così la strada alla soul music, The Falcons avevano alcuni importanti membri che in seguito divennero famosi artisti solisti; quando Pickett entrò nel gruppo, erano già suoi membri Eddie Floyd e Sir Mack Rice. Il più grande successo di Pickett con i Falcons arrivò nel 1962, con I Found a Love, in cui era il cantante principale, che raggiunse la sesta posizione nelle classifiche R&B.
Subito dopo aver registrato I Found a Love, Pickett firmò i suoi primi dischi da solista, incluso I'm Gonna Cry, la sua prima collaborazione con Don Covay, figura importante nella soul music del Sud. In questo periodo, Pickett registrò anche un demo per una canzone che aveva contribuito a scrivere, intitolata If You Need Me, una ballata soul contenente un parlato. Pickett mandò il  demo alla Atlantic Records. Jerry Wexler, un produttore della Atlantic, ascoltò il pezzo e gli piacque così tanto che lo passò a un artista della casa discografica, Solomon Burke. L'interpretazione di Burke di If You Need Me  divenne uno dei suoi maggiori successi ed è ora considerato un classico del soul, ma Pickett fu affranto quando scoprì che la Atlantic aveva dato ad altri la sua canzone. "Fu la prima volta che piansi in vita mia", avrebbe ricordato in seguito.

### Gli anni alla Atlantic
Il primo grande successo da solista per Pickett arrivò con It's Too Late, un pezzo originale scritto da lui stesso (non va confuso con il classico di Chuck Willis con lo stesso titolo). Entrato nelle classifiche il 27 luglio 1963, raggiunse la posizione 7 della classifica R&B. Il suo successo convinse Wexler e la Atlantic a rilevare il suo contratto dalla Double L Records nel 1964.
Atlantic lo fece lavorare con il famoso produttore Bert Berns, con cui Pickett incise Come Home Baby, un duetto pop con il cantante di New Orleans Tammi Lynn, ma il pezzo non entrò nelle classifiche.
La definitiva consacrazione di Pickett sarebbe arrivata negli studi di registrazione della Stax Records a Memphis, dove incise In the Midnight Hour (1965), forse il suo pezzo più famoso.

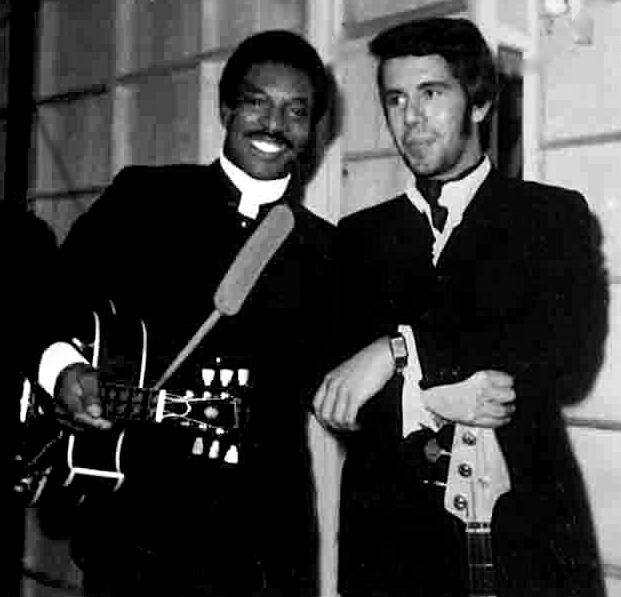
Wilson Pickett con Pino Presti durante il tour europeo nel 1970

La genesi di "In the Midnight Hour" fu una sessione di registrazione del 12 maggio 1965 nella quale il produttore Jerry Wexler si avvicinò ai musicisti dello studio Steve Cropper e Al Jackson (della band Booker T. & the M.G.'s della Stax Records) e disse: "Perché non guardate qua?". Eseguì un passo di danza. Cropper spiegò in seguito durante un'intervista che Wexler disse loro che "questo era il modo in cui ballavano i bambini; mettevano l'accento sul due. In pratica, eravamo stati one-beat-accenter con un  afterbeat; era come 'boom dah', ma ecco lì qualcosa che somigliava a 'um-chaw', proprio l'opposto in fatto di accento". La canzone che nacque da questo episodio affermò Pickett come una stella e diede alla Atlantic Records un significativo successo.
Pickett registrò tre sessioni alla Stax durante quel viaggio a Memphis; oltre a In the Midnight Hour, incise anche Don't Fight It, 634-5789 e Ninety-Nine and One-Half (Won't Do), tre composizioni originali che aveva scritto in collaborazione con Eddie Floyd e Steve Cropper. Sono tutte canzoni considerate dei classici del soul.
Per le successive sessioni, Pickett non sarebbe ritornato alla Stax; il proprietario dell'etichetta, Jim Stewart, non consentì più produzioni esterne dal dicembre 1965. Come risultato, Wexler portò Pickett negli studi della Fame, un altro studio di registrazione con legami ancora più stretti con la Atlantic Records. Ricavato in un magazzino di tabacco riadattato nella vicina Muscle Shoals, Alabama, la Fame aveva una grande influenza nel dare forma alla musica soul e Pickett vi registrò alcuni dei suoi maggiori successi, tra cui "Mustang Sally", "Funky Broadway" e quella che forse è la versione definitiva di "Land of 1000 Dances".
Pickett fu anche un noto compositore di canzoni, i cui pezzi furono cantati da artisti come Led Zeppelin, Van Halen, The Rolling Stones, Aerosmith, i Grateful Dead, Booker T. & the M.G.'s, Genesis, Creedence Clearwater Revival, Hootie & the Blowfish, Echo & The Bunnymen, Roxy Music, Bruce Springsteen, Los Lobos, The Jam, Ani DiFranco e altri.
All'inizio degli anni settanta Pickett aveva pubblicato alcuni altri successi, tra cui una cover di Hey Jude dei Beatles e una cover di "Sugar, Sugar" del gruppo The Archies. La sua ultima canzone di successo fu "Fire and Water" nel 1972.

### Gli ultimi anni
Pickett continuò sporadicamente a registrare canzoni con diverse etichette, ma al di fuori dalla musica la sua vita rimase problematica. Nel 1987 fu condannato a due anni con la condizionale e a una multa di 1000 dollari perché aveva nella sua auto una pistola carica. Nel 1991 fu arrestato perché sospettato di gridare minacce di morte passando in auto davanti al giardino del sindaco, a Englewood, nel New Jersey, e meno di un anno dopo fu processato per aver aggredito la sua compagna.
Nonostante tutto ciò Pickett fu più volte premiato per i suoi successi musicali come compositore e interprete. Fu inserito nella prestigiosa Rock and Roll Hall of Fame nel 1991 e due anni dopo ricevette il premio come Pioniere del genere R&B dalla Rhythm and Blues Foundation.
Nel 1993 fu arrestato per guida in stato di ebbrezza e condannato a un anno di prigione dopo aver investito con la propria auto un uomo di 86 anni. Pickett era stato in precedenza incarcerato per vari reati legati alla droga.
Alcuni anni dopo la sua scarcerazione ritornò negli studi di registrazione e ricevette una candidatura ai Grammy Awards 1999 per l'album It's Harder Now.
Comparve in un ruolo minore nella commedia musicale del 1998 Blues Brothers - Il mito continua, cantando 634-5789 (Soulsville, U.S.A.) alternandosi brevemente con il cantante e chitarrista Jonny Lang.
Pickett morì per le conseguenze di un infarto in un ospedale vicino alla sua casa di Reston, in Virginia. Aveva 64 anni.

## Vita privata
Ebbe quattro figli. Al momento del decesso aveva una compagna.

## Discografia

### Album in studio
- 1963 - It's Too Late
- 1965 - In the Midnight Hour
- 1966 - The Exciting Wilson Pickett
- 1966 - The Wicked Pickett
- 1967 - The Sound of Wilson Pickett
- 1968 - I'm in Love
- 1968 - The Midnight Mover
- 1969 - Hey Jude
- 1970 - Right On
- 1970 - Wilson Pickett in Philadelphia
- 1972 - Don't Knock My Love
- 1973 - Mr. Magic Man
- 1973 - Miz Lena's Boy
- 1974 - Pickett in the Pocket
- 1975 - Join Me and Let's Be Free
- 1976 - Chocolate Mountain
- 1978 - A Funky Situation
- 1979 - I Want You
- 1981 - Right Track
- 1987 - American Soul Man
- 1999 - It's Harder Now

### Live
- 1974 - Live in Japan
- 2009 - Live and Burnin' - Stockholm '69
- 2009 - Live in Germany 1968

### Raccolte
- 1967 - The Best of Wilson Pickett
- 1971 - The Best of Wilson Pickett, Vol. II
- 1973 - Wilson Pickett's Greatest Hits
- 1992 - A Man and a Half: The Best of Wilson Pickett
- 2010 - Funky Midnight Mover: The Atlantic Studio Recordings (1962-1978)

### Singoli
- 1962 - If You Need Me
- 1963 - It's Too Late

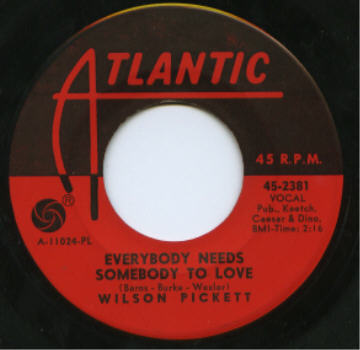
Everybody Needs Somebody to Love

- 1963 - I'm Done to My Last Heartbreak
- 1963 - My Heart Belongs to You
- 1964 - I'm Gonna Cry
- 1964 - Come Home Baby
- 1965 - In the Midnight Hour
- 1965 - Don't Fight It
- 1966 - 634-5789
- 1966 - Ninety Nine and a Half
- 1966 - Land of 1000 Dances
- 1966 - Mustang Sally
- 1967 - Everybody Needs Somebody to Love
- 1967 - I Found a Love Pt. 1
- 1967 - You Can't Stand Alone
- 1967 - Funky Broadway
- 1967 - I'm in Love
- 1967 - Soul Dance Number Three
- 1968 - I'm a Midnight Mover
- 1968 - I've Come a Long Way
- 1968 - She's Looking Good
- 1968 - I Found a True Love
- 1968 - Jealous Love
- 1968 - A Man and a Half
- 1968 - Hey Jude
- 1969 - Mini-skirt Minnie
- 1969 - Born to Be Wild
- 1969 - Hey Joe
- 1969 - You Keep Me Hangin' On
- 1970 - Engine Number 9
- 1970 - Sugar, Sugar
- 1970 - She Said Yes
- 1970 - Cole, Cooke, and Redding
- 1971 - Don't Knock My Love - Pt. 1
- 1971 - Don't Let the Green Grass Fool You
- 1971 - Call My Name, I'll Be There
- 1972 - Fire and Water
- 1972 - Funk Factory
- 1973 - Mr. Magic Man
- 1973 - Take a Closer Look at the Woman You're With
- 1973 - International Playboy
- 1974 - Soft Soul Boogie Woogie
- 1974 - Take Your Pleasure Where You Find It
- 1979 - I Want You
- 1980 - Live With Me
- 1987 - Don't Turn Away